# دودوک بال‌برنزه
دودوک بال‌برنزه (نام علمی: Rhinoptilus chalcopterus) نام یک گونه از تیره چلچله‌بیابانیان است.